# Белое пространство (фильм)
Белое пространство (итал. Lo spazio bianco) — кинофильм режиссёра Франчески Коменчини, вышедший на экраны в 2009 году.

## Сюжет
Мария ─ учительница итальянского языка, живет одна, без родителей и мужчины. Случайное знакомство в кинотеатре оборачивается для нее беременностью. Мария привыкла отвечать только за себя и решать проблемы самостоятельно, но беременность меняет ее жизнь. 
Отец ребенка отказывается принимать какое-либо участие в их жизни, и героиня остается одна с недоношенным младенцем на руках. Новоиспеченная мать испытывает острое одиночество и отчаяние, погружаясь в свой внутренний мир, чтобы почерпнуть там силы и решить, как ей быть дальше.